# Эгольцвильская культура

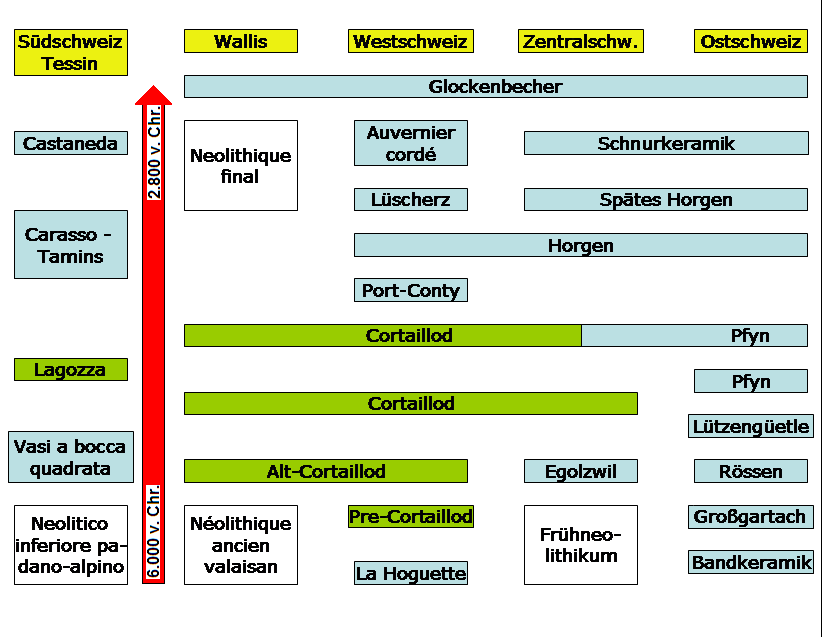
Последовательность археологических культур на территории Швейцарии

Эгольцвильская культура, или Культура Эгольцвиль, — кратковременный культурный комплекс эпохи неолита на территории центральной Швейцарии. Эпонимный археологический памятник находится на территории кантона Люцерн. Культура существовала параллельно с культурой Кортайо в западной Швейцарии и рёссенской культурой в Восточной Швейцарии и Германии около 4300 г. до н. э.
Характерные для данной культуры изделия, прежде всего керамика, были заимствованы из западной Швейцарии. Засвидетельствованы культурные связи с центральноевропейскими культурами через так называемые Ваувильские кубки (по месту находок в Ваувильском болоте), которые также именуются позднерёссенскими шаровидными кубками. Благодаря находке подобных кубков к эгольцвильской культуре также принято относить погребение в каменной цисте в Деникен-Штуденвайде (Däniken-Studenweid),
Наиболее важные места находок: Эгольцвиль 3 и Шётц 1 в Ваувилермоосе, а также Слой 5 островного поселения Цюрих-Кляйнер-Хафнер.
Через 300 лет своего существования эгольцвильскую культуру поглощает культура Кортайо.